# Erica placentiflora
Erica placentiflora är en ljungväxtart som beskrevs av Richard Anthony Salisbury. Erica placentiflora ingår i släktet klockljungssläktet, och familjen ljungväxter. Inga underarter finns listade i Catalogue of Life.